# Nationalpark Schwarzwald
Nationalpark Schwarzwald är en nationalpark i förbundslandet Baden-Württemberg i sydvästra Tyskland. Den har en yta på 10 062 hektar och ligger på norra Schwarzwalds högsta topp, främst mellan Schwarzwaldhochstraße i Schwarzwald och Murgdalen. Den består av två separata områden, ungefär 3,5 kilometer från varandra, runt Ruhestein (7 615 ha) och Hoher Ochsenkopf/Plättig (2 447 ha) och är en del av naturparken Naturpark Schwarzwald Mitte/Nord. Nationalparken invigdes officiellt den 3 maj 2014 med mottot "Eine Spur wilder" ("ett spår vildare").
I nationalparken lever tjädern som är sällsynt i Centraleuropa och över 2 500 andra djurarter.

## Historia
Nationalpark Schwarzwald skapades den 1 januari 2014 och är den första nationalparken i Baden-Württemberg. Förbundslandsparlamentet röstade för inrättandet den 28 november 2013.
Inrättandet av den första nationalparken i Schwarzwald var politiskt kontroversiellt. 2013 motsatte sig Baden-Württembergs oppositionspartier (CDU och FDP), företrädare för träindustrin och en del av den berörda befolkningen bildandet, samtidigt som det stöddes av Tysklands socialdemokratiska parti och Allians 90/De gröna, bevarandeföreningar och andra delar av befolkningen i norra Schwarzwald.

## Läge och utbredning
Större delen av Ruhesteinområdet sträcker sig upp till en höjd av cirka 1 150 mö.h. nära Dreifürstenstein i den sydligaste delen av Hornisgrinde, det högsta berget i norra Schwarzwald. Andra toppar är Vogelskopf, (1 056 m och Schliffkopf, (1 054 m) i väster, Seekopf (1 054 m) i nordväst, Riesenköpfle (1 001 m) i centrum, Leinkopf (992 m) i norr och Großhahnberg (940 m) i nordost. I denna södra del av nationalparken finns tjärnarna Wildsee, Huzenbacher See och Buhlbachsee och den övre Schönmünzdalen och Murgvattendragens utlopp (Rechtmurg och Rotmurg och andra bifloder från Murg). På de västra sluttningarna av Schliffkopf sträcker sig dessa underregioner ner till Allerheiligen-Wasserfälle, där de når den lägsta och västligaste punkten på en höjd av cirka 500 mö.h. Undantaget från Ruhesteinområdet är Ruhestein självt med sina två skidbackar och Great Ruhestein Ski Jump, Darmstädter Hut, Schliffkopf Hotel, jaktstugan Rotmurg, byn Schonmünz (Volzenhäuser) och andra små områden. Statens skogsmark här tillhör huvudsakligen kommunen Baiersbronn (i Freudenstadt). Andra delar tillhör Oppenau, Ottenhöfen och Seebach (i landkreis Ortenaukreis).
Parken täcker ett område på 10 062 hektar, varav 2 447 hektar ligger inom High Ochsenkopf/Plättig och 7 615 hektar runt Ruhestein. De två områdena skiljs åt av Forbachs ortsdel Hundsbach.